# Minister-president van Wallonië
De minister-president van de Waalse regering of minister-president van Wallonië is de voorzitter van de regering van het Waalse Gewest. De huidige Waalse minister-president is Adrien Dolimont (MR). Hij legde op 15 juli 2024 de eed af.
De ambtswoning van de Waalse minister-president en het kabinet van de Waalse regering bevinden zich in het Elysette in Namen. Deze functie bestaat sinds 1981.

## Aanstelling
In Wallonië neemt de leider van de grootste partij na de verkiezingen het initiatief om een regering te vormen - aangezien er geen staatshoofd beschikbaar is op het niveau van de gemeenschappen en gewesten. Wanneer hij/zij erin slaagt een regering te vormen, stelt hij/zij het regeerakkoord voor aan het Waals Parlement - dat vervolgens de ministers verkiest. Die ministers leggen vervolgens de eed af in handen van de parlementsvoorzitter.
De ministers duiden vervolgens een minister-president aan - gewoonlijk is dit de formateur van die regering. Ook hij legt de eed af in het parlement, maar om in functie te zijn moet hij dit ook nog eens doen in handen van de koning als erkenning van het staatshoofd van de federatie.
De minister-president bepaalt zelf of hij naast zijn functie van regeringsleider ook een portefeuille zal beheren. De aanduiding en eedaflegging van de minister-president wordt vastgelegd in artikel 60, § 4 van de bijzondere wet tot hervorming der instellingen.

## Lijst
| Nr.   | Naam | Naam                                | Partij         | Partij | Begin mandaat     | Einde mandaat     | Regering(en) | Coalitie        |
| ----- | ---- | ----------------------------------- | -------------- | ------ | ----------------- | ----------------- | ------------ | --------------- |
| 1     |      | Jean-Maurice Dehousse (1936-2023)   |                | PS     | 22 december 1981  | 27 januari 1982   | I            | PS, PRL, PSC    |
| 2     |      | André Damseaux (1937-2007)          |                | PRL    | 27 januari 1982   | 27 oktober 1982   | I            | PRL, PS, PSC    |
| [ 1 ] |      | Jean-Maurice Dehousse (1936-2023)   |                | PS     | 27 oktober 1982   | 27 november 1985  | I            | PS, PRL, PSC    |
| 3     |      | Melchior Wathelet (1949)            |                | PSC    | 27 november 1985  | 3 februari 1988   | I            | PSC, PRL        |
| 4     |      | Guy Coëme (1946)                    |                | PS     | 3 februari 1988   | 10 mei 1988       | I            | PS, PSC         |
| 5     |      | Bernard Anselme (1945)              |                | PS     | 10 mei 1988       | 8 januari 1992    | I            | PS, PSC         |
| 6     |      | Guy Spitaels (1931-2012)            |                | PS     | 8 januari 1992    | 25 januari 1994   | I            | PS, PSC         |
| 7     |      | Robert Collignon (1943)             |                | PS     | 25 januari 1994   | 12 juli 1999      | I, II        | PS, PSC         |
| 8     |      | Elio Di Rupo (1951)                 |                | PS     | 12 juli 1999      | 4 april 2000      | I            | PS, PRL, Ecolo  |
| 9     |      | Jean-Claude Van Cauwenberghe (1944) |                | PS     | 4 april 2000      | 6 oktober 2005    | I            | PS, PRL, Ecolo  |
| 9     | II   | Jean-Claude Van Cauwenberghe (1944) | PS, cdH        | PS     | 4 april 2000      | 6 oktober 2005    |              |                 |
| [ 1 ] |      | Elio Di Rupo (1951)                 |                | PS     | 6 oktober 2005    | 20 juli 2007      | II           | PS, cdH         |
| 10    |      | Rudy Demotte (1963)                 |                | PS     | 20 juli 2007      | 22 juli 2014      | I            | PS, cdH         |
| 10    | II   | Rudy Demotte (1963)                 | PS, Ecolo, cdH | PS     | 20 juli 2007      | 22 juli 2014      |              |                 |
| 11    |      | Paul Magnette (1971)                |                | PS     | 22 juli 2014      | 28 juli 2017      | I            | PS, cdH         |
| 12    |      | Willy Borsus (1962)                 |                | MR     | 28 juli 2017      | 13 september 2019 | I            | MR, cdH         |
| [ 1 ] |      | Elio Di Rupo (1951)                 |                | PS     | 13 september 2019 | 15 juli 2024      | III          | PS, MR, Ecolo   |
| 13    |      | Adrien Dolimont (1988)              |                | MR     | 15 juli 2024      | heden             | I            | MR, Les Engagés |